# Aurus Motors
Aurus Motors (rusky Аурус Моторс) je ruská automobilka, zaměřená na luxusní vozy. Aurus Motors byl založen v roce 2018, původně striktně jako ruský výrobce vládních vozidel. V květnu 2021 zahájila výrobu prvního vozu pro veřejnost – Aurus Senat.

## Název
Název značky vyplývá ze spojení slov aura nebo aurum (latinsky zlato) a Rus.

## Historie

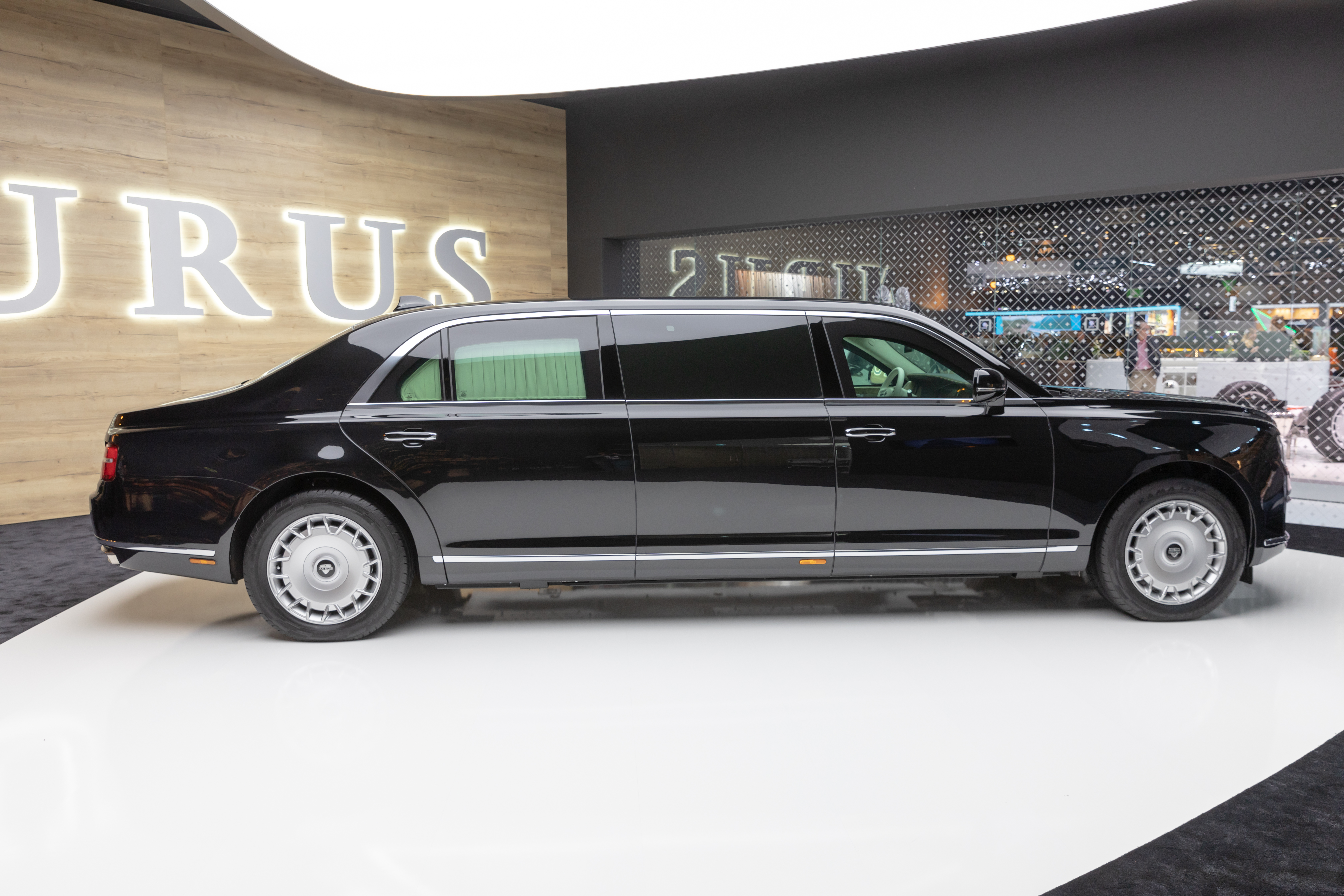
Limuzína Aurus Senat na mezinárodním autosalonu v Ženevě 2019

V roce 2013 zahájila společnost NAMI vývoj nového ruského prezidentského státního vozu, který měl tehdy nahradit aktuální Mercedes-Benz S 600 Pullman Guard.
V roce 2018, byly představeny nové prezidentské speciály série Aurus Kortezh (ruský výraz pro průvod). Patří sem sedan a limuzína Senat, dodávka Arsenal a SUV Komendant. Všechny tři modely jsou pojmenovány po kremelských věžích.
Dne 19. února 2019 se ministerstvo Ruska průmyslu a obchodu oznámilo, že emirát Abu Dhabi prostřednictvím společnosti Tawazun holding bude vlastníkem 36% podílu Aurus Motors za 124 milionů dolarů. V průběhu následujících tří let a bude distribuovat vozy Aurus na Blízkém východě.

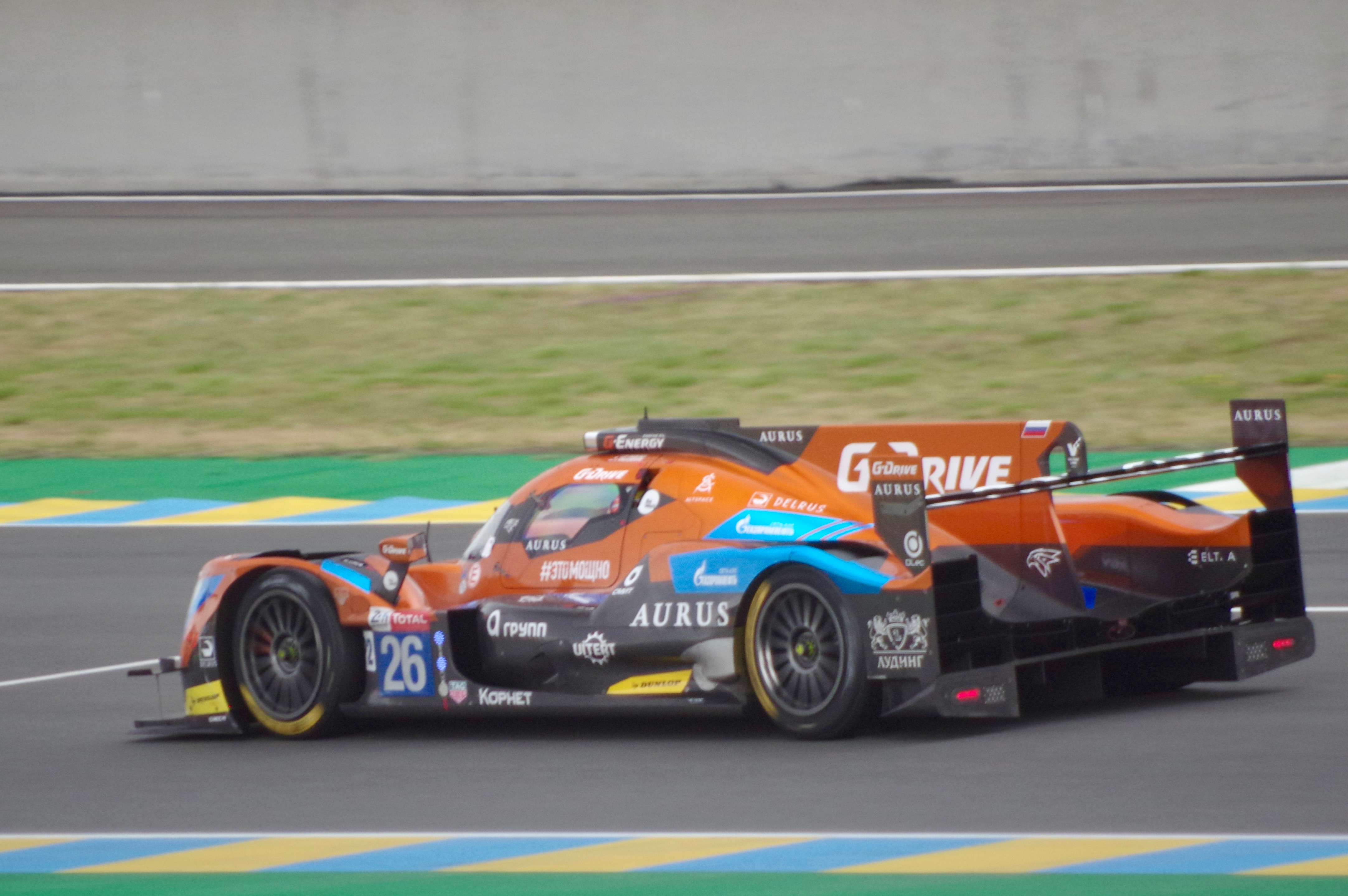
Aurus 01 v závodě 24h Le Mans 2019

Na mezinárodním autosalonu v Ženevě 2019 v březnu Aurus ukázal vozy Senat a Senat Limousine.
Na 24 hodin Le Mans 2019 (15.-16. června 2019) se tým G-Drive Racing spojil s Aurusem, přičemž upravili speciál Oreca 07 na Aurus 01. Tým se celkově umístil na 11. místě v závodě po 364 odjetých kolech.
V květnu 2021 zahájila společnost Sollers JSC výrobu civilních vozů Senat v závodě Ford Sollers v Jelabuze v Tatarstánu, kde se vyrábí Ford Transit. Základní model začínal na ~18 milionech rublů (243 tisíc USD), zatímco model který byl vystaven měl cenu ~22 milionů rublů (297 tisíc USD).

## Modely

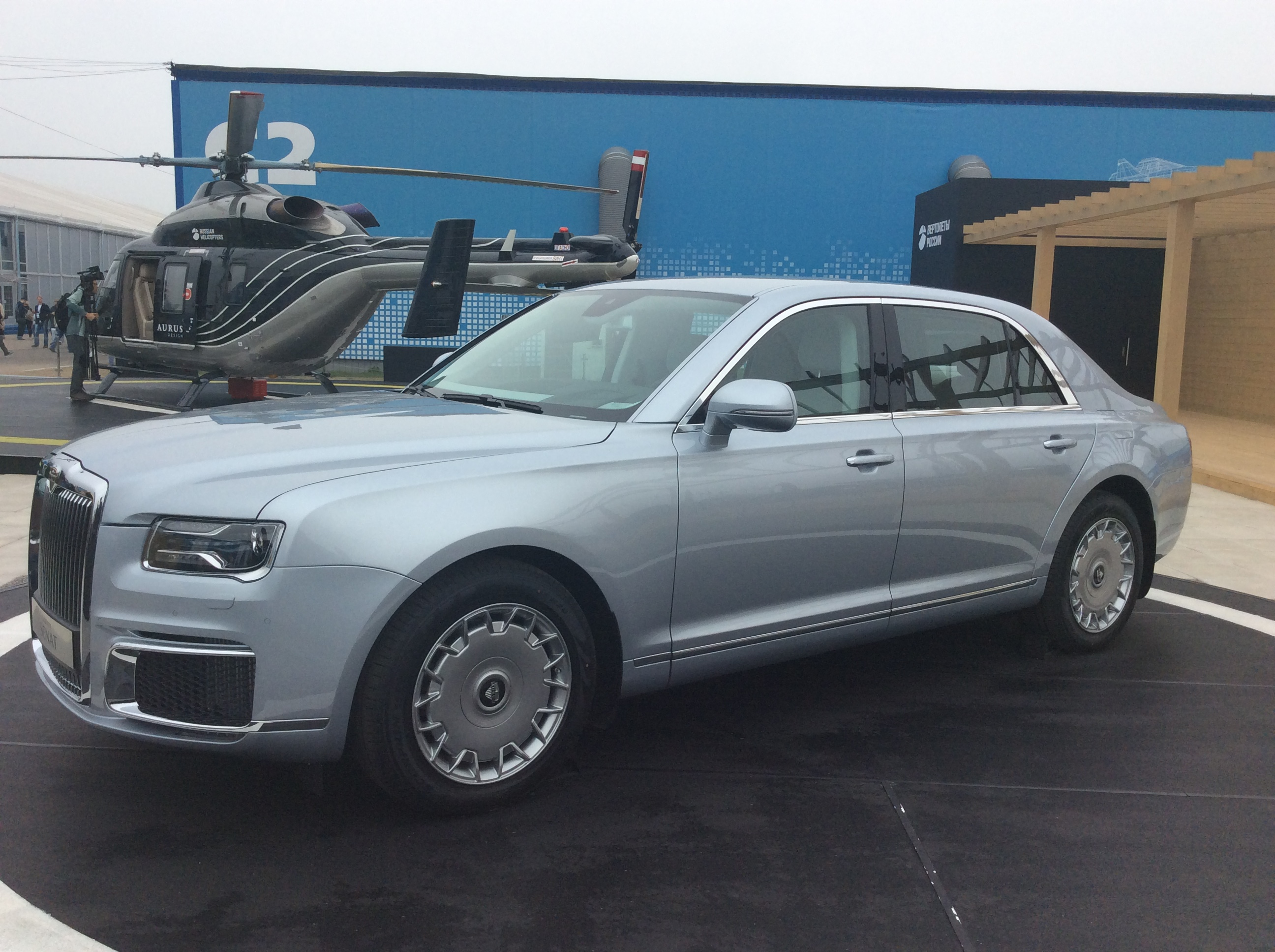
Aurus Senat na mezinárodní letecké a kosmické výstavě 2019 v Moskvě

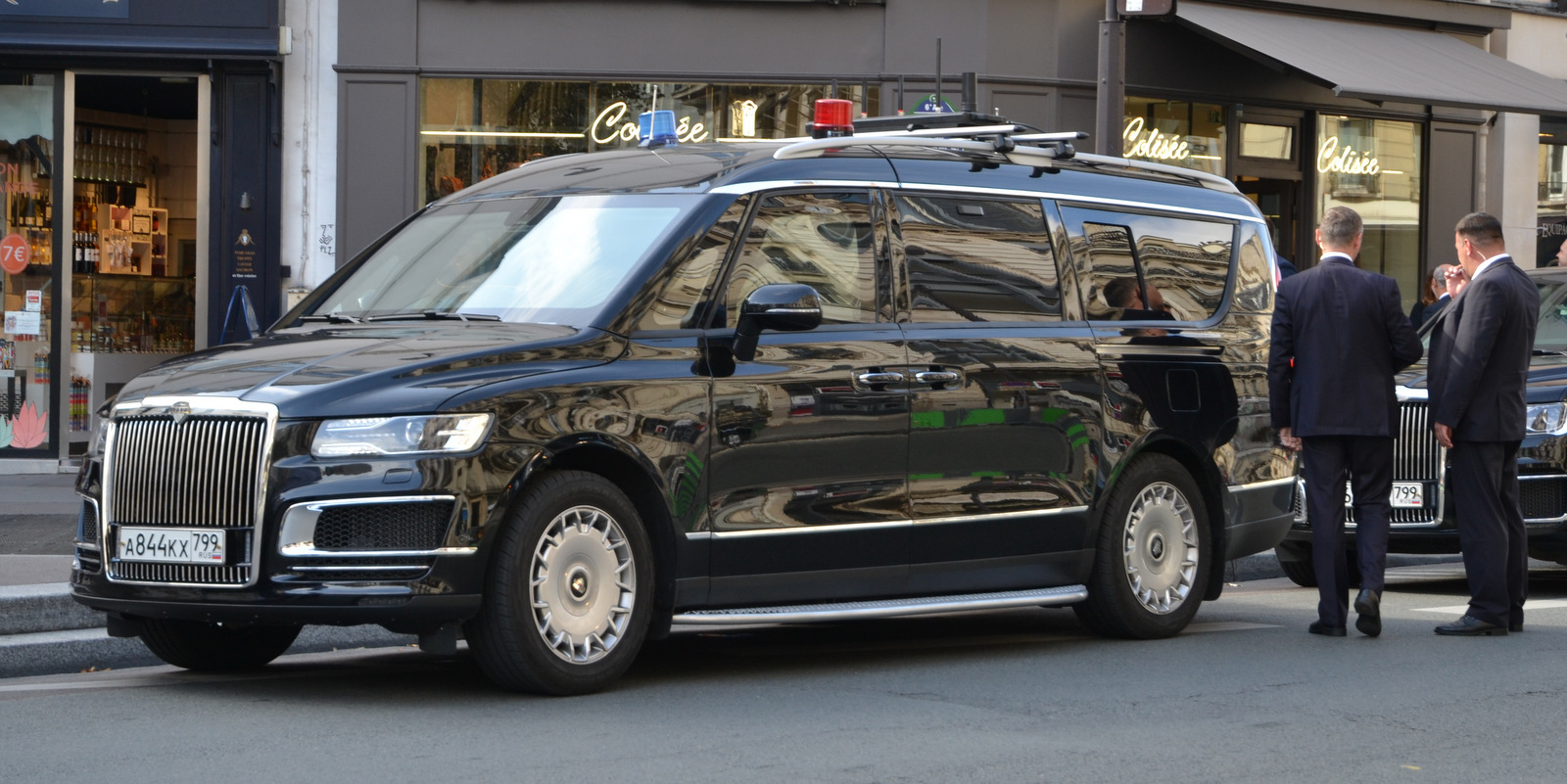
Aurus Arsenal v Paříži, Francie

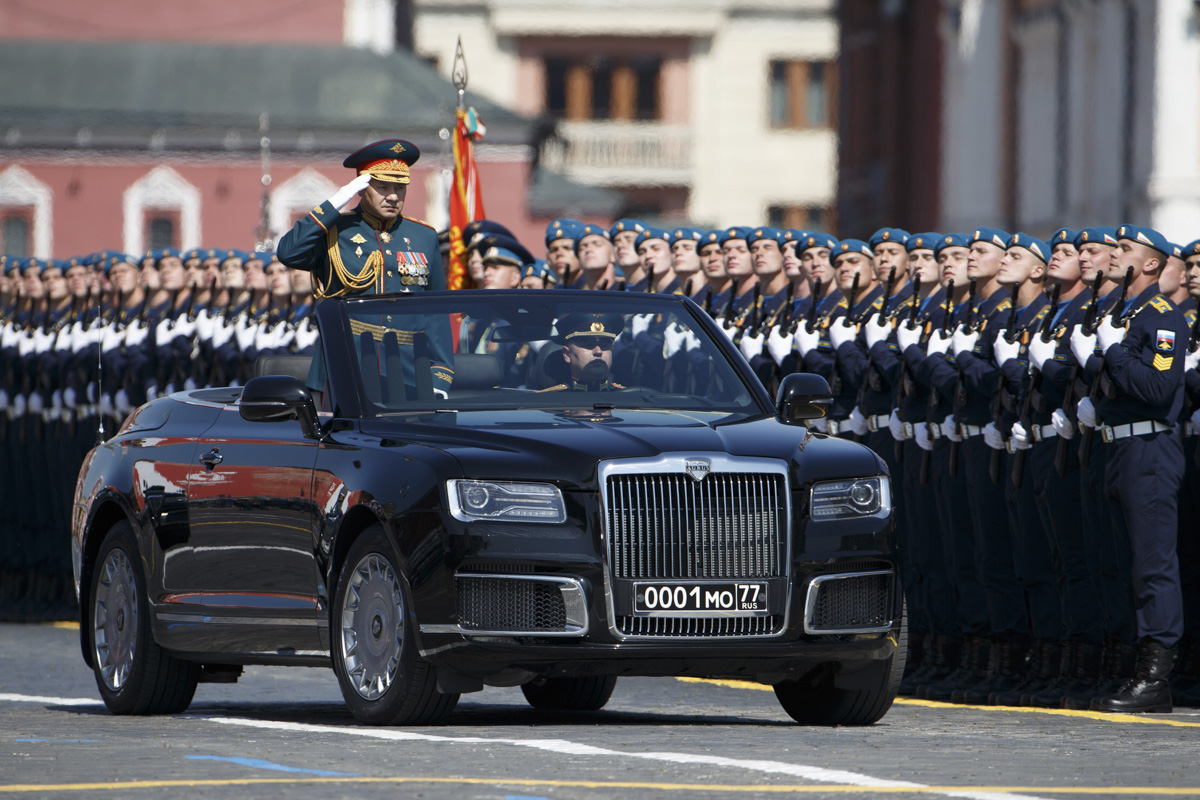
Aurus Senat Convertible na průvodu dne vítězství (2020)

### Série Kortezh
Řadu Aurus Kortezh vyvinula společnost NAMI a vyrábí ji společnost Sollers.

#### Civilní modely
- Senat (2021 – současnost), luxusní sedan [7] [10]
- Senat Limousine (2021 – současnost), obrněná limuzína na základě sedanu Senat [11]

#### Vládní speciály
- Arsenal (2018 – současnost), luxusní osobní dodávka (civilní model bude v roce 2022) [12]
- Senat (2018 – současnost), luxusní sedan
- Senat Convertible (2020 – současnost), luxusní kabriolet [13]
- Senat Limousine (2018 – současnost), obrněná limuzína na základě sedanu Senat a oficiální státní vůz ruského prezidenta [14]

#### Připravované modely
- Komendant (2022), luxusní velké SUV [15] [16]
- Merlon (2023), prototyp elektrického motocyklu [17]

### Motorsport
- 01, Le Mans Prototyp vyroben francouzským výrobcem Oreca [6]